# چارلز مارتینت
چارلز مارتینت (انگلیسی: Charles Martinet؛ زادهٔ ۱۷ سپتامبر ۱۹۵۵) هنرپیشه و صدا پیشه اهل ایالات متحده آمریکا است. وی از سال ۱۹۸۶ میلادی تاکنون مشغول فعالیت بوده‌است.
از فیلم‌های معروف او می‌توان به فیلم نه ماه اشاره کرد.

## اوایل زندگی
چارلز مارتینت در تاریخ ۱۷ سپتامبر ۱۹۵۵، در سن خوزه، کالیفرنیا متولد شد. والدین مادری اش در حین سفرهای دریایی می فلاور در این کشور مشغول زندگی بودند و همچنین والدین پدری او مدت کوتاهی پس از جنگ جهانی اول که پدربزرگ او در آن خدمت کرده بود، بعد از آن تصمیم به مهاجرت از فرانسه به ایالات متحده می گیرد و سرانجام پدربزرگ چارلز برنامه مهاجرتش را برای این کشور نهایی می کند.
بعد از آن چارلز در سن ۱۲ سالگی به همراه والدینش به بارسلون مهاجرت می کند و بعد از آن آنان به همراه او به پاریس مهاجرت می کنند. بعدها چارلز به مدرسه آمریکایی پاریس می رود و بعد از آن او در سال ۱۹۷۴ در همان محل فارغ التحصیل می شود.